# Pine Ridge, Alabama
Pine Ridge là một thị trấn thuộc quận DeKalb, tiểu bang Alabama, Hoa Kỳ. Dân số năm 2009 là 263 người, mật độ đạt 78 người/km².